# Danilo Di Luca
Danilo Di Luca (* 2. leden 1976, Spoltore) je italský profesionální silniční cyklista, vítěz Giro d'Italia 2007 a vítěz UCI ProTour z roku 2005. Několikrát se provinil proti dopingovým pravidlům, až byl v roce 2013 potrestán doživotním zákazem činnosti.

## Kariéra
Narodil se v Spoltore v provincii Pescara, poprvé se k cyklistice dostal ve čtyřech letech, když ho rodiče vzali na závody, kterých se účastnil jeho nejstarší bratr Aldo. Také on si přál závodit a tak mu roku 1984 otec koupil starší kolo a Danilo vyhrál hned první závody, kterých se zúčastnil. Začal ho trénovat Licio Del Gallo, který objevil a trénoval Christiana Leoneho, Ruggera Marzoliho nebo Donata Giulianiho. Danilo tu vydržel po celou dobu své juniorské dráhy. V roce 1998 v barvách benátského týmu Record Cucine Caneva získává řadu úspěchů v amatérském pelotonu. Stal se mistrem Itálie a vyhrál Giro d'Italia baby, určené amatérským cyklistům. Na podzim získal bronz na mistrovství světa do 23 let (za dalšími později úspěšnými profesionály Ivanem Bassem a Rinaldem Nocentinim) a dostal nabídku profesionálního angažmá.
V roce 1999 získal první cenný skalp, když zvítězil v jedné etapě závodu Giro d'Abruzzo, a celou řadu dalších kvalitních umístění, např. druhá místa v konečném pořadí Giro di Lombardia a jedno druhé místo v etapě Gira d'Italia. V roce 2000 poprvé vyhrál jednu etapu Giru a především zaznamenal celkové vítězství na Giro di Lombardia. V roce 2002 přestoupil do předního týmu Saeco a i tam dostával hodně příležitostí. Znovu patřil mezi nejaktivnější, ale vítězství mu unikala. Mezi výjimky patřil jeden etapový primát na Vueltě 2002.
Ke zlomu v jeho kariéře došlo až přestupem do týmu Liquigas-Bianchi. Na jaře 2005 získal vítězství v Amstel Gold Race, ve Valonském šípu a v celkovém pořadí etapového závodu Kolem Baskicka. Na Giru pak zvítězil ve dvou etapách, několik dní strávil v růžovém trikotu vedoucího jezdce a v celkové klasifikaci mu nakonec patřilo čtvrtém místo. Všechny tyto výsledky mu pomohly také k vítězství v celoročním hodnocení seriálu UCI ProTour.
Na tyto úspěchy v následujícím roce nedokázal navázat. Tour de France nedokončil kvůli infekci prostaty a na Vueltě zaznamenal jen jedno vítězství v první horské etapě.

### Vítězství na Giro d'Italia 2007 a první doping
Na vrchol se vrátil v roce 2007, kdy vyhrál závod z Milána do Turína a hlavně jarní klasiku Liége-Bastogne-Liége. Na Giru d'Italia byl první ve dvou etapách, celkem 13 dní vedl celkové pořadí a stal se celkovým vítězem, když porazil o necelé dvě minuty Andyho Schlecka. „Jel jsem chytře, ani jednou jsem se nedostal do úzkých. Je potřeba dospět do určitého věku a naučit se prohrávat. Velké porážky vás hodně naučí,“ řekl po vítězství. Hned poté se ale stal terčem prvních vážných dopingových podezření, kvůli kterým vzdal i účast na mistrovství světa, byl vyškrtnut z průběžného prvního místa UCI ProTour a v zimní přestávce si odpykal první tříměsíční trest za účast v tzv. aféře Oil for Drugs, spojené se jménem lékaře Carla Santuccioneho.

### Dvouletý trest v roce 2009 a další kariéra
Po přestupu do stáje LPR Brakes-Ballan se Di Luca znovu propadl ve výsledcích. Výjimkou bylo Giro d'Italia v roce 2009, které dokončil na druhém místě a kde vyhrál bodovací soutěž, ale na konci června 2009 bylo oznámeno, že v Di Lucových dopingových vzorcích byly nalezeny stopy varianty EPO zvané CERA. Jeho výsledky byly anulovány a Di Luca v únoru 2010 obdržel dvouletý zákaz činnosti (do června 2011). Trest mu byl ale v říjnu 2010 zkrácen na devět měsíců, což ve skutečnosti znamenalo, že se mohl okamžitě vrátit do závodů.
Zaznamenal už ale jen drobnější úspěchy. V roce 2013 získal jeho nový tým Vini Fantini-Selle Italia divokou kartu k účasti na Giru d'Italia. V jeho průběhu ale Mezinárodní cyklistická unie oznámila pozitivní nález při jeho mimosoutěžním odběru v dubnu 2013, Di Luca musel ze závodu odstoupit a jeho angažmá ve stáji Vini Fantini skončilo. Šéf stáje Luca Scinto ho příkře odsoudil: „Je to blázen. Idiot a kretén, co by se měl nechat vyšetřit, protože je nemocný a potřebuje pomoct. K tomu není co více říci. Dali jsme mu druhou šanci a věřili mu také sponzoři, ale on to vrátí takhle.“
5. prosince 2013 oznámil Italský olympijský výbor, že za třetí dopingový prohřešek byl Di Luca potrestán doživotním zákazem činnosti.

## Nejlepší výsledky

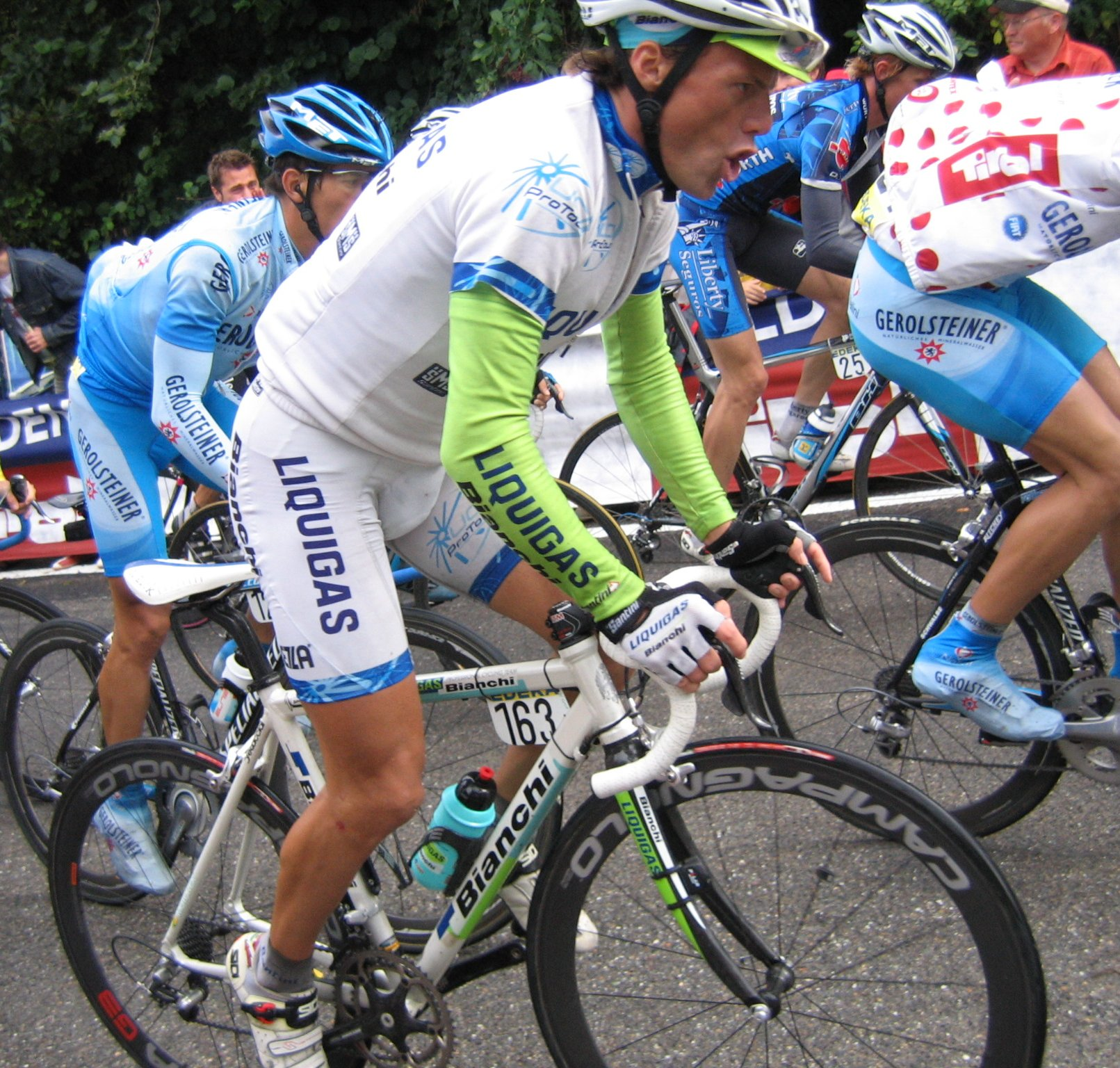
Danilo Di Luca při závodě Kolem Německa 2005

1999
1. místo – etapa Giro d'Abruzzo
2000
1. místo – etapa Kolem Baskicka
1. místo – dvě etapy Giro d'Abruzzo
1. místo – etapa Giro d'Italia
2001
1. místo – etapa Giro d'Abruzzo
1. místo – Giro d'Abruzzo
1. místo – etapa Giro d'Italia
1. místo – Giro di Lombardia
2002
1. místo – etapa Vuelta a España
1. místo – Giro del Veneto
1. místo – dvě etapy Tirreno–Adriatico
2003
1. místo – Tre Valli Varesine
1. místo – etapa Tirreno–Adriatico
2004
1. místo – Brixia Tour
1. místo – Trofeo Matteotti
2005
1. místo – Amstel Gold Race
1. místo – Valonský šíp
1. místo – etapa Kolem Baskicka
1. místo – celkově Kolem Baskicka
1. místo – dvě etapy Giro d'Italia
4. místo – celkově Giro d'Italia
1. místo – UCI ProTour
2006
1. místo – pátá etapa Vuelta a España
2. místo – Giro dell'Emilia
3. místo – Mistrovství italie
2007
1. místo – Milano-Torino
1. místo – etapa Settimana Coppi e Bartali
1. místo – Liége-Bastogne-Liége
1. místo – dvě etapy Giro d'Italia
1. místo – celkově Giro d'Italia
2008
1. místo – etapa Settimana Coppi e Bartali
1. místo – celkově Settimana Coppi e Bartalia
1. místo – Giro dell'Emilia
2009
1. místo – etapa Giro del Trentino
2. místo – celkově Giro d'Italia, 1. místo – bodovací soutěž Gira a dvě etapy: tyto výsledky byly anulovány kvůli dopingu
2012
1. místo – etapa Kolem Rakouska